# Gebhard von Oppen
Gebhard von Oppen (* 10. August 1938 in Eberswalde; † 8. Juni 2023 in Nauen) war ein deutscher Experimentalphysiker und Hochschullehrer an der TU Berlin (Institut für Optik und Atomare Physik).

## Leben und Werk

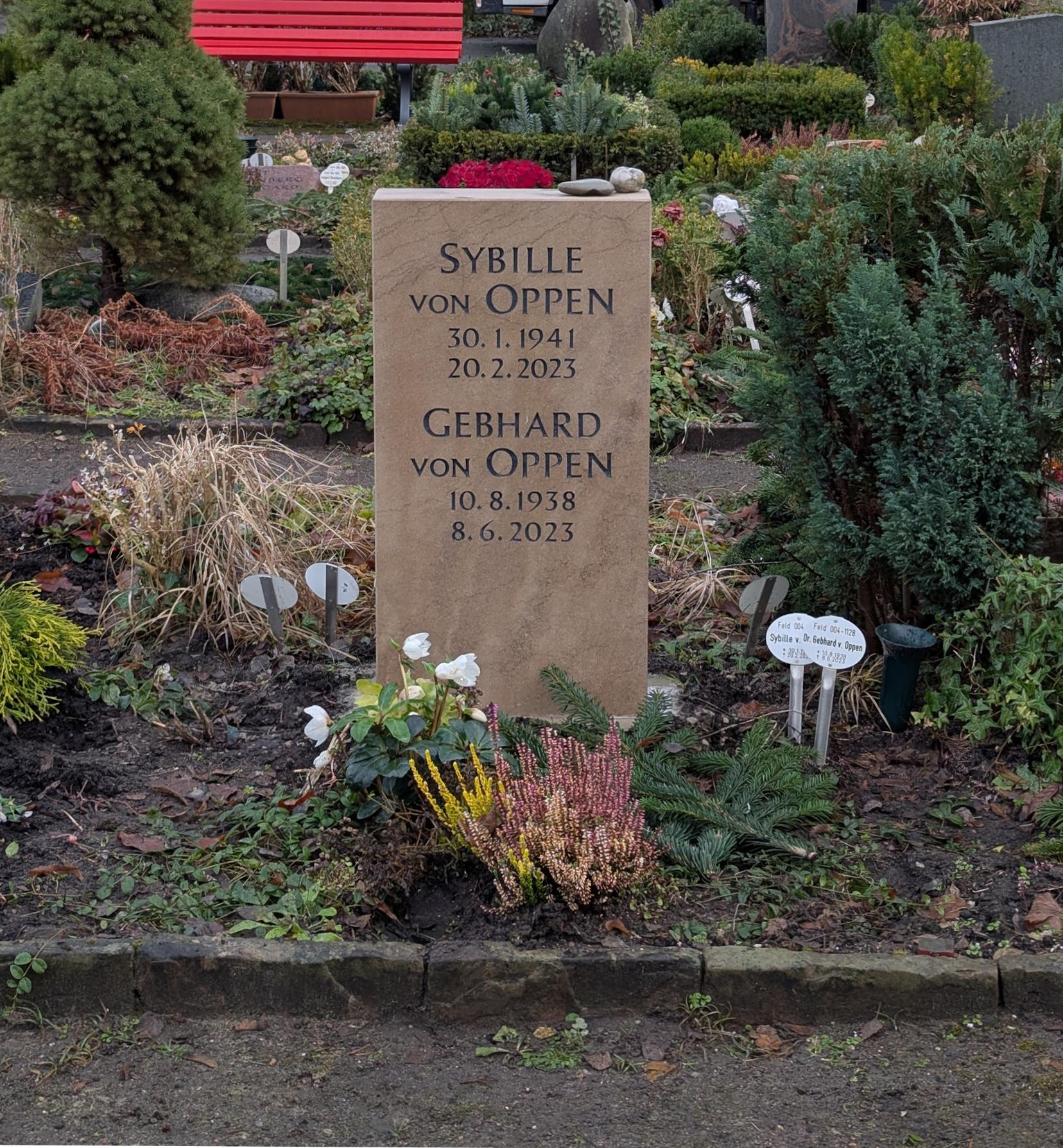
Gedenkstein / Grabstein – Sybille und Gebhard von Oppen. Friedhof Zehlendorf. 2024.

Gebhard von Oppen (aus dem Adelsgeschlecht Oppen) wurde 1938 in Eberswalde geboren. Seine Mutter war die Offizierstochter Coelestine Coing, aus Berlin stammend, und der Dipl. Ing. und Städtische Baurat in Eberswalde, Hauptmann d. R. Eberhard von Oppen. Oppen hatte die Brüder Georg und Ulrich. Nach dem Abitur studierte er selbst von 1957 bis 1959 an der Universität Hamburg und von 1959 bis 1964 an der Universität Heidelberg Physik. 1962 machte er währenddessen sein Diplom bei Hans Kopfermann. Anschließend war er von 1964 bis 1970 Wissenschaftlicher Assistent an der Technischen Universität Berlin, wo er 1967 bei Hans Bucka promovierte (Dissertation: Experimente zur Untersuchung metastabiler Terme im Ba I-Spektrum unter Verwendung von Level-Crossing-Technik und Hochfrequenzspektroskopie).
Bereits 1965 gründete er mit Sibylle van Hooven eine Familie. Die vier Kinder, Felix, Valeska, Caroline und Cornelius wurden alle in Berlin geboren.
Von 1970 bis zu seiner Emeritierung 2005 hatte er einen Lehrstuhl in Experimentalphysik an der TU Berlin inne. Forschungsaufenthalte führten ihn in die Vereinigten Staaten von Amerika, nach Polen und nach Russland. 2011 bis 2012 war er als Gastdozent an der German University of Technology in Oman. Als Hochschullehrer und Forscher befasste er sich hauptsächlich mit Grundlagen der Quantenphysik, atomaren Stoßprozessen und hochauflösender Atomspektroskopie. Er war mit Klaus Lüders Herausgeber von Band 1 des Lehrbuchs der Experimentalphysik von Bergmann-Schaefer und einer dreibändigen Kompaktausgabe des Bergmann-Schaefer (De Gruyter 2015).
Zusammen mit seiner Ehefrau Sibylle gehörte er zu den Förderern der Bürgerstiftung Berlin.

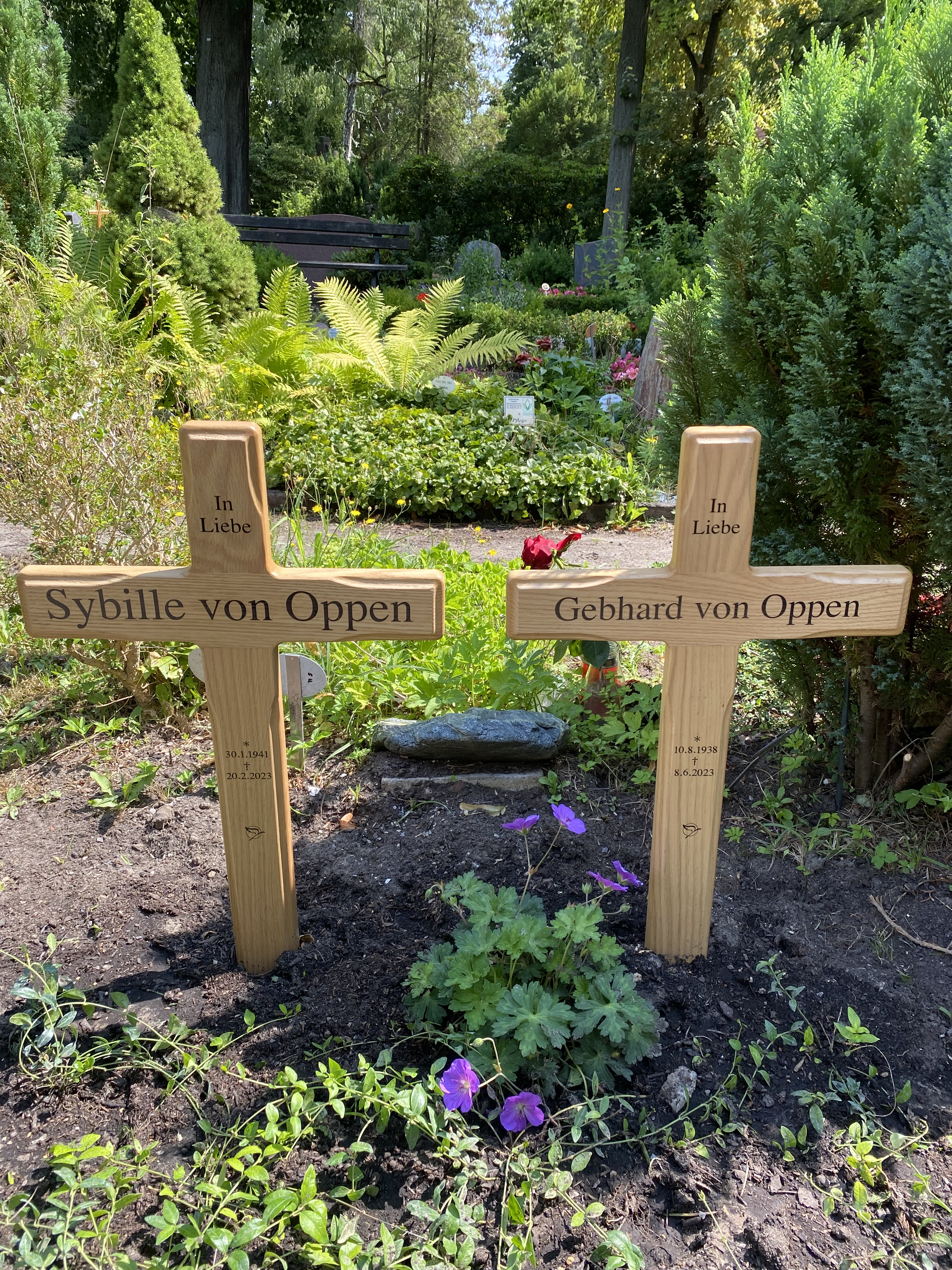
Grabstätte auf dem Friedhof Zehlendorf. 2023.

Gebhard von Oppen wurde neben seiner einige Monate zuvor verstorbenen Ehefrau Sibylle (1941–2023, geborene van Hooven aus Borrentin) auf dem Friedhof Zehlendorf (Feld 004) beigesetzt.

## Schriften
- G. von Oppen: Polarisierte Anregung der metastabilen 6s 5d-Terme im Ba I-Spektrum und Messung der g J-Faktoren. In: Zeitschrift für Physik, A, Hadrons and Nuclei, 1968, Volume 213, S. 261–272.
- Gebhard von Oppen, Marco Busch and Ryszard Drozdowski: Paul-trap promotion in He+ – He collisions. In: AIP Conference Proceedings, 2002, 604, S. 256.
- mit Privatdozent Frank Melchert: Physik für Ingenieure – Von der klassischen Mechanik zu den Quantengasen. Pearson, München 2005.
- Gebhard von Oppen: Experimental Noise, Idealizations and the Classical-Quantum Relation. In: Physics And Philosophy, 2009, ID: 015;, tu-dortmund.de (PDF; 0,3 MB).